# Arba Minch
Arba Minch - traducere din amharică 40 de izvoare (var.Minghi, Gantar)  este un oraș  în  partea de sud a  Etiopiei,  în statul  Popoarele, Naționalitățile și Națiunile din Sud.